# Pazirik

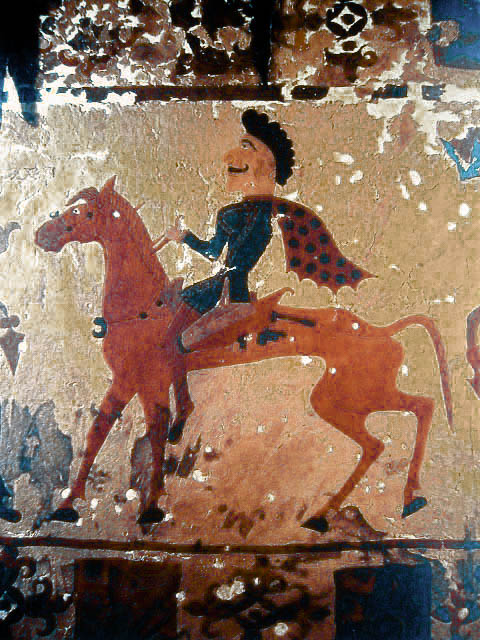
Lovas alakja szőnyegen, a Kr. e. 5. századból egy paziriki fejedelmi sírból.

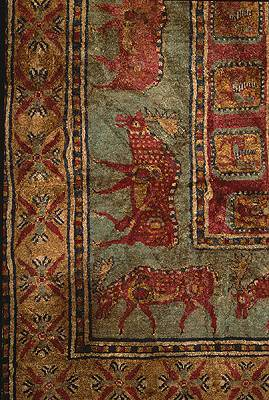
A világ egyik legősibb szőnyege Pazirikból, a Kr. e. 5. századból. A körbefutó frízen szarvasok sorakoznak.

Pazirik (Пазырык) világhírűvé vált helyszín az Altaj hegységben, ahol szkíta kori halomsírokban fejedelmi temetkezéseket tártak föl az orosz régészek a Kr. e. 6. és 3. század közötti időszakból. A helyszínről művészeti korszakot is elneveztek. A helyszín a nevezetes Ukok-fennsík közelében, attól északnyugatra az Altaj nyugati részén az Ob forrásvidékén található, Oroszországban az orosz–kínai–mongol–kazah négyeshatár közelében. 

## Régészeti leletek Pazirikból
Az első sírok föltárását Szergej Rudenko szovjet régész kezdte meg az 1920-as években. Bár több halomsírt már korábban kiraboltak, Rudenko a temetkezés számos részletét tárta föl: lovakat fölszerszámozva, díszes temetési maszkban, faragott lószerszámmal, nyereggel és nyeregtakarókkal, melyeket az Ermitázsban őriznek, Szentpétervárott.

## A paziriki fejedelem, vagy sámán sírja
Rudenko egyik legnevezetesebb fölfedezése egy tetovált testű fejedelem volt. A paziriki fejedelmi sírokba helyezett személyek testét a hideg és száraz éghajlat épségben megőrizte. A tetoválás állatküzdelmi jeleneteket, állatokat ábrázol. Később infravörös fénnyel történt megvilágítással kimutatták, hogy a sírokban talált további négy személy testét is tetoválások borították.
A molekuláris genetikai kutatások megkezdték a paziriki népesség paleoantropológiai kapcsolatainak föltárását is. Mind a mongoloid, mind az europid összetevőt kimutatták a pazirikiakon. A Kr. e. 2. évezred táján Nyugat-Turkesztánban és Észak-Iránban képviselik az europid komponenst. A mongoloid típus két összetevőből áll: az egyiket a Karakol Kultúra népében, a másikat a paleoszibériai neolitikus népességben vélik fölismerni.

## Pazirik népe
Rudenko a föltárt műveltségnek a paziriki kultúra nevet adta. Később a régészek a paziriki kultúrát a szkítákkal – vagy pontosabban a szakákkal  – hozták összefüggésbe. A kultúra területe nagyjából ott van, ahol Hérodotosz szerint ebben az időben az arimaszpok éltek.   E nomád életmódot folytató népek számos régészeti hagyatéka került föltárásra a sztyeppén. A paziriki tetoválások is a Szibériában elterjedt állatstílushoz hasonlóak.

## Pompás matematika a paziriki művészeti alkotásokon
Rudenko igen részletes könyve föltárja annak lehetőségét, hogy a díszítőminták geometriáját is tanulmányozhassuk. Az egyik szőnyeg díszítésén összetett síkmintázatot figyelhetünk meg, amelynek cmm típusú hálózatmintája van. A hálózat csomópontjain is kis virágok ülnek és a rombusz alakú mezőket is négyes csoportokba elrendezett négyszirmú virágocskák díszítik. A hálózat "bordáin" azonban E betűformákból álló "fogazás" található. Az E alakok "fésűje" fölfelé áll s így a minta elveszíti a vízszintes irányú tükrözési tengelyeit. A bordákból alkotott almintázat rendje cm. Az egyesített összetett sikmintázat szerkezete tehát cmm//cm típusú (Bérczi, 2008).

## Kapcsolódó szócikkek

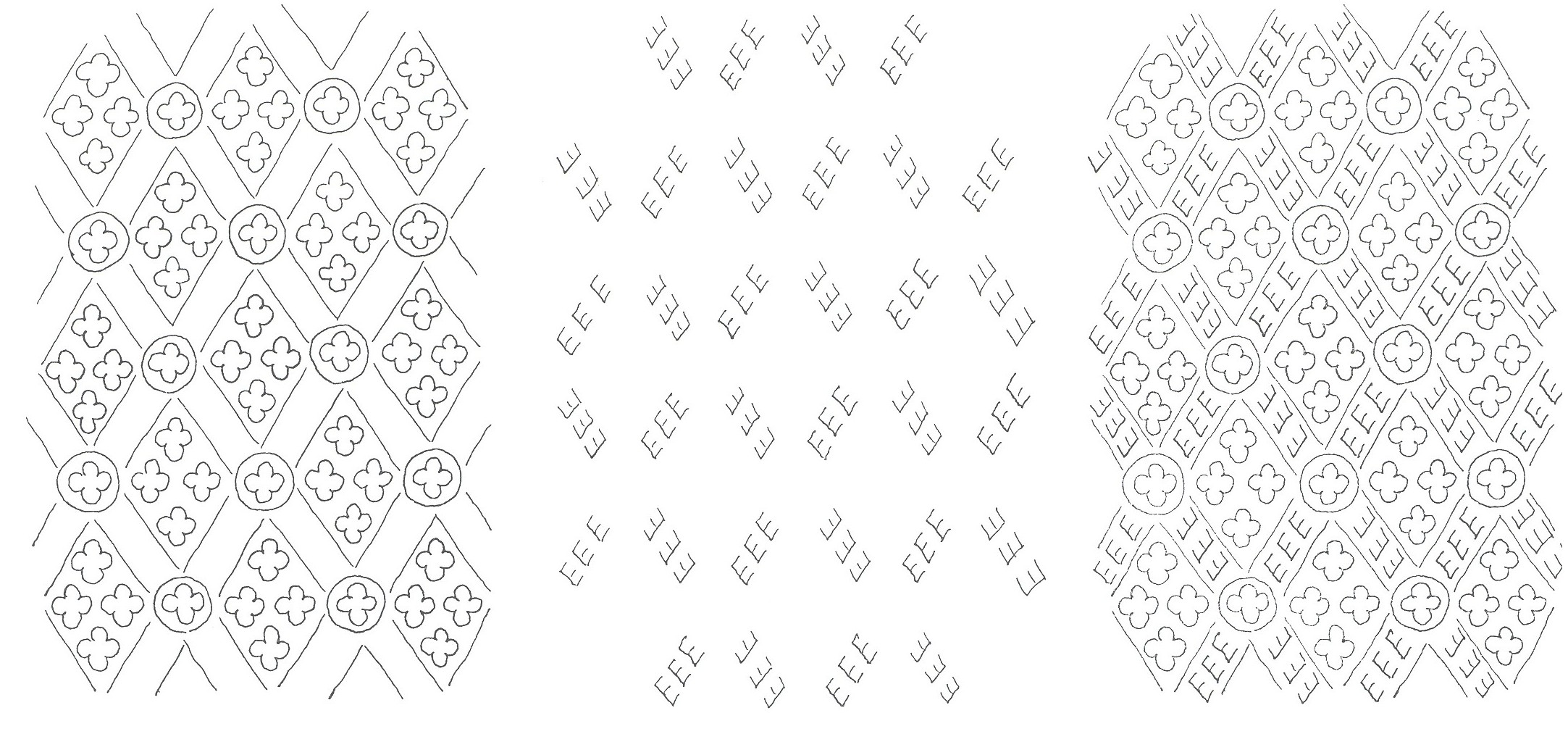
Egy paziriki szőnyeg cmm típusú hálózattal, melynek "bordáin" E betűformákból álló "fogazás" található. Az egyesített összetett síkmintázat szerkezete tehát cmm//cm típusú.

### Könyvek
- Rudenko, Sz. I. (1953): Kultura naszelenyija Gornovo Altaja v szkifskoe vremja (" (The Population of the High Altai in Scythian Times")(Moscow and Leningrad, 1953) fordítása angolra: Frozen Tombs of Siberia: The Pazyryk Burials of Iron Age Horsemen, M.W. Thompson, tr. (University of California Press, Berkeley) 1970. ISBN 0-520-01395-6
- Bérczi Sz. (2008): Hun-szkíta művészet. TKTE, Budapest, (ISBN 978-963-284-035-2)
- Voevoda M.I., Sitnikova V.V., Romaschenko A.G., Chikisheva T.A., Polos'mak N.V., Molodin V.I. (1998): Reconstruction of the genogond pecularitis of the ancient Pazyryk population(I-II MILLENIUM BC) from Gorny Altai according to the MtDNA structure. Doklady Akademii nauk / [Rossiiskaia akademii nauk] 1998;358(4):564-6.

### Web
- A library of scholarly publications about the Altai Scythians
- A Novoszibirszki Állami Egyetem honlapja, Pazirikkal is foglalkozik.
- BME wiki: Pazyryk Mummies
- "Ősi műmiák Mongóliából", Der Spiegel, 2004